# Pseudopoda fengtongzhaiensis
Espèce
Pseudopoda fengtongzhaiensis est une espèce d'araignées aranéomorphes de la famille des Sparassidae.

## Distribution
Cette espèce est endémique du Sichuan en Chine,. Elle se rencontre dans le xian de Baoxing.

## Description
Les mâles mesurent de 15,1 à 16,3 mm.

## Systématique et taxinomie
Cette espèce a été décrite par Jäger et Liu en 2024.

## Étymologie
Son nom d'espèce, composé de fengtongzhai et du suffixe latin -ensis, « qui vit dans, qui habite », lui a été donné en référence au lieu de sa découverte, la réserve naturelle nationale de Fengtongzhai.

## Publication originale
(juin 2024).
- Wu, Zhong, Zhu, Jäger, Liu & Zhang, 2024 : « Description of three new species of the spider genus Pseudopoda Jäger, 2000 (Araneae, Sparassidae) from China, Laos and Thailand, and the female of P. kavanaughi Zhang, Jäger & Liu, 2023. » ZooKeys, vol. 1202, p. 287-301 (texte intégral).